# Constance Cummings
Constance Cummings, cuyo verdadero nombre era Constance Halverstadt (Seattle, Washington, 15 de mayo de 1910-Oxfordshire, 23 de noviembre de 2005), fue una actriz cinematográfica y teatral británica nacida en los Estados Unidos.

## Biografía
Sus padres fueron Dallas Halverstadt y Kate Cummings. Se inició como actriz en el teatro, haciendo su primer papel en Broadway a los 18 años. Mientras actuaba en Broadway, fue descubierta por Sam Goldwyn, que la llevó a Hollywood en 1931.
Entre 1931 y 1934, Cummings actuó en 21 filmes, destacando entre ellos la película de Harold Lloyd Movie Crazy, así como American Madness, dirigida por Frank Capra. Cummings se casó con el guionista y dramaturgo Benn Levy (7 de marzo de 1900 -7 de diciembre de 1973) el 3 de julio de 1933, permaneciendo unidos hasta la muerte de él. Levy escribió y dirigió filmes para Cummings, tales como The Jealous God (1939). Tuvieron un hijo y una hija.
Cummings no se encontraba a gusto en Hollywood, por lo que se mudó a Inglaterra, donde continuó actuando, tanto en el cine como en el teatro. De esos filmes pocos se hicieron populares en Estados Unidos, aunque entre ellos se incluía Blithe Spirit, adaptación de una obra de Sir Noel Coward. Entre sus interpretaciones teatrales puede mencionarse Long Day's Journey into Night (1971) de Eugene O'Neill, junto a Lawrence Olivier.
En 1974, Cummings, que residía desde hacía varias décadas en el Reino Unido, fue nombrada Comandante del Imperio Británico por su contribución a la industria británica del entretenimiento. No hay registro de que hubiera renunciado a la ciudadanía estadounidense, por lo que el nombramiento habría sido honorario. Sin embargo, en el The Sunday Times de 22 de diciembre de 2003 se decía que en 1975 le fue ofrecido un título nobiliario vitalicio, honor que ella declinó. Dado que un honor de ese tipo solo es posible si se tiene la nacionalidad británica, surge la duda sobre si dejó de ser ciudadana estadounidense.
Interpretó a Mary Tyrone en la representación en el Royal National Theatre de la obra de Eugene O'Neill Long Day's Journey Into Night, junto a Sir Laurence Olivier, función que obtuvo un gran éxito. Posteriormente recreó el mismo papel en una versión televisiva. En 1979 ganó un Tony a la mejor actriz por su interpretación de Emily Stilson en la obra Wings (escrita por Arthur Kopit).
Fue miembro del comité del Royal Court Theatre y del Arts Council of Great Britain. A pesar de su truncada carrera en los Estados Unidos, tiene una estrella en el Paseo de la Fama de Hollywood, en el 6211 de Hollywood Boulevard.